# Čučer-Sandevo
Čučer-Sandevo (in macedone Чучер-Сандево?) è un comune rurale nella parte settentrionale della Repubblica di Macedonia di 8 493 abitanti (dato 2002). La sede comunale è nella località omonima

## Geografia fisica
Il comune confina con il Kosovo a ovest e a nord, con la città di Skopje a sud e con il comune di Lipkovo a est.

## Società

### Evoluzione demografica
In base al censimento del 2002 la popolazione è così suddivisa dal punto di vista etnico:
- Macedoni = 4 019
- Serbi = 2 426
- Albanesi = 1 943

## Località
Il comune è formato dall'insieme delle seguenti località:
- Čučer-Sandevo (sede comunale)
- Kučevište
- Pobožje
- Tanuševci
- Mirkovci
- Banjani
- Gornjane
- Blace
- Gluvo
- Brazda
- Brest
- Brodec